# Armata Strigoi
Armata Strigoi – drugi singel z szóstego studyjnego albumu niemieckiego zespołu Powerwolf grającego power metal. Został wydany 5 czerwca 2015.
Teledysk do utworu został opublikowany w serwisie YouTube 2 czerwca 2015.

## Tematyka utworu
Tytuł utworu nawiązuje do demona z wierzeń słowiańskich znanego jako strzyga (rum. strigoi). Jego tekst opowiada hospodarze wołoskim Władzie Palowniku zwanym Drakulą, który po wkroczeniu Turków na ziemie wołoskie wiosną 1462 oczekując na wsparcie ze strony króla węgierskiego Macieja Korwina rozpoczął działania o charakterze partyzanckim. Zatruwał studnie, palił wsie, robił wszystko aby wróg nie znalazł schronienia, pożywienia i wody na swojej drodze. 17 czerwca 1462 w celu zgładzenia sułtana Drakula na czele kilku tysięcy ludzi przebranych w tureckie stroje wtargnął nocą do obozu paląc, niszcząc i zabijając. Zaspani i zdezorientowani Turcy zaczęli atakować się wzajemnie, przekonani że atakują Wołochów. Podpalono nawet sułtański namiot. Walki wciąż trwały, gdy nadszedł świt – okazało się, że Turcy biją się między sobą, a Drakula i jego wojsko dawno już zniknęli z obozu, straciwszy przy tym tylko kilku żołnierzy. Straty Mehmeda II były dużo większe: oprócz ludzi (mówi się nawet o kilku tysiącach), stracili działa, proch, amunicję, konie i wozy, a do tego sam sułtan został ośmieszony.

## Wykonawcy
- Attila Dorn – śpiew
- Matthew Greywolf – gitara
- Charles Greywolf – gitara basowa
- Falk Maria Schlegel – instrumenty klawiszowe
- Roel van Helden – perkusja